# Conophorus kozlovi
Conophorus kozlovi är en tvåvingeart som beskrevs av Paramonov 1940. Conophorus kozlovi ingår i släktet Conophorus och familjen svävflugor. Inga underarter finns listade i Catalogue of Life.